# James Coburn
James Harrison Coburn, Jr. (Laurel, Nebraska, 31. kolovoza 1928. - Beverly Hills, Kalifornija, 18. studenog 2002.), slavni američki glumac i dobitnik Oscara.
Rodio se u Laurelu, Nebraska, od majke domaćice i oca automehaničara. Po majci je imao švedske krvi.
Za glumu se rano zainteresirao, a kada se obitelj preselila u Kaliforniju, nastupao je u La Jolli (odakle je i Gregory Peck).
Na filmu debitira 1959. godine, prvotno glumeći negativce, a kasnije je glumio širok raspon uloga.
I televizija je bila medij gdje je ostvario zapažene nastupe.
Ukupno je u karijeri ostvario osamdesetak filmskih uloga, a među najpamtljivijima su "Sedmorica veličanstvenih", "Veliki bijeg", "Šarada", "Amerikanizacija Emily", "Željezni križ", i "Grad zločina" za kojeg je 1998. dobio Oskara.(Njegovog sina glumio je Nick Nolte). Dobri prijatelji bili su mu Steve McQueen, Charles Bronson i Robert Vaughn.
Budizam i borilačke vještine (koje ga je učio Bruce Lee), također su ga zanimale, pa je druga polovica 1960-ih protekla nezanimljivo za njegovu karijeru.
Također je bolovao i od reumatoidnog artritisa, kojeg je liječio sumpornim pilulama.
Umro je iznenada, od srčanog udara dok je slušao radio. Nadživjeli su ga supruga, sin i pokćerka.
Imao je 74 godine.

## Vanjske poveznice
- James Coburn u internetskoj bazi filmova IMDb-u (engl.)